# Gerhard Ramsler
Gerhard Ramsler (* 1530 in Deventer; † spätestens im Juni 1612 in Augsburg) war ein deutscher Steinhauer und Maler niederländischer Herkunft. Er war der Vater des Malers Anton Ramsler und ein Großvater von Jacob Ramsler.

## Leben
Gerhard Ramsler war ein Sohn des gleichnamigen in Deventer lebenden Steinhauers († 1548).  Er war evangelisch. Sein Handwerk hat er von dem Vater gelernt, später übernahm er auch dessen Werkstatt. Wegen der unter Herzog Alba eingesetzten Verfolgung zog er zunächst nach Antwerpen, doch Ende der 1550er Jahre verließ er seine niederländische Heimat und ging nach Süddeutschland. Er ließ sich zunächst in Straubing nieder, wo er eine evangelische Gemeinde fand, die bereit war, ihn aufzunehmen.  Am 12. Juni 1559 heiratete er in Regensburg Margaret Piesndorfer (um 1535–1612), Tochter des Bäckers Simon Piesendorfer aus Essing. In Straubing arbeitete er zunächst als Steinhauer, obwohl er bei der Trauung als „Maler von Antwerpen“ bezeichnet wurde. Dort ist sein einziger Sohn Anton geboren. Gerhard Ramsler arbeitete zunehmend als Maler.
Da unter dem Herzog Albrecht V. Bayern wieder rein katholisch werden sollte und auch in Straubing Unterdrückung der Protestanten einsetzte, suchte Ramsler nach einer anderen Niederlassungsmöglichkeit. 1570 bewarb er sich um eine Arbeitserlaubnis in Ulm. Am 29. April 1570 bekam er eine nur bis Michaelis (29. September) befristete Erlaubnis, die ihn verpflichtete, die Stadt danach wieder zu verlassen. Danach ließ sich Ramsler in Augsburg nieder, wo er ein hohes Alter von 83 Jahren erreichte.